# Aaron Ciechanover
Aaron Ciechanover (Hebreeuws: אהרן צ'חנובר) (Haifa, 1 oktober 1947), is een Israëlische biochemicus. Met Avram Hershko en Irwin Rose won hij in 2004 de Nobelprijs voor Scheikunde, voor hun ontdekking van de rol van ubiquitine bij de eiwitdegradatie.

## Biografie
Ciechanover werd geboren in Israël als zoon van Yitzhak Ciechanover en Bluma Lubashevsky. Hij behaalde in 1971 zijn Master of Science in Haifa en in 1974 zijn M.D. in het Hadassah Ziekenhuis van de Hebreeuwse Universiteit van Jeruzalem. Van 1978 tot 1981 was hij in de Verenigde Staten als promovendus werkzaam bij het Fox Chase Cancer Center. Hij promoveerde in 1982 in geneeskunde aan het Technion, het Israëlisch instituut voor technologie in Haifa. Op dit moment is hij hoogleraar bij de faculteit biochemie en directeur van het Rappaport Family Institute for Research in Medical Sciences van het Technion.

## Werk
Samen met medestudent Hersko deed Ciechanover bij Fox Chase onderzoek aan een celextract uit bepaalde rode bloedcellen (zogenaamde reticulocyten) waarin ATP-afhankelijk eiwitafbraak bleek op te treden. Ze veronderstelden daarom dat dit celextract een rol speelde bij cellulaire eiwitafbraak. Eind jaren zeventig bracht een nadere studie aan het licht dat bij celafbraak een klein polypeptide de activerende component was, die ze de naam APF-1 gaven. Later bleek dat APF-1 hetzelfde was als ubiquitine, een peptide die eiwitten markeert om te worden afgebroken.

## Publicaties
- Hershko, A., Ciechanover, A., en Rose, I.A. (1979). Resolution of the ATP-dependent proteolytic system from reticulocytes: A component that interacts with ATP. Proc. Natl. Acad. Sci. USA 76: 3107-3110. PMC 383772.
- Hershko, A., Ciechanover, A., Heller, H., Haas, A.L., en Rose I.A. (1980). Proposed role of ATP in protein breakdown: Conjugation of proteins with multiple chains of the polypeptide of ATP-dependent proteolysis. Proc. Natl. Acad. Sci. USA 77: 1783-1786. PMC 348591.